# James P. Cannon

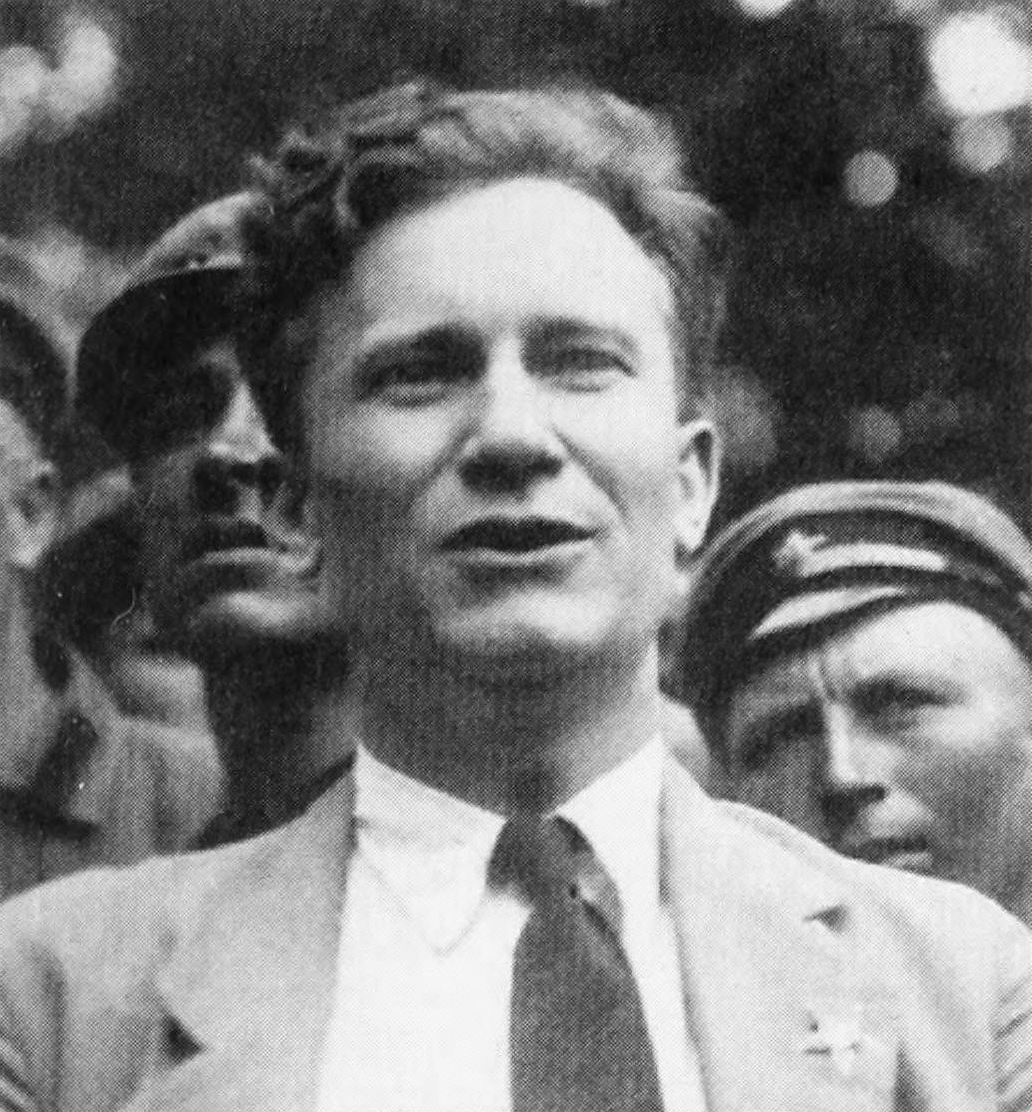
James Cannon

James Patrick Cannon (* 11. Februar 1890 in Rosedale, Kansas; † 21. August 1974 in Los Angeles, Kalifornien) war ein US-amerikanischer Kommunist und bedeutender Trotzkist.

## Leben
Geboren in Rosedale, Kansas, wurde er zuerst Mitglied der Industrial Workers of the World (Industriearbeiter der Welt) und trat dann in die Sozialistische Partei Amerikas ein.
Dem Ersten Weltkrieg stand er ablehnend gegenüber, 1917 mobilisierte er  für die Russische Revolution. 1919 war er ein Gründungsmitglied der Kommunistischen Partei der USA (CPUSA) und von 1919 bis 1928 deren Vorsitzender.
In den 1920er Jahren war er verantwortlich für die International Labor Defense (Internationaler Arbeiter Schutz) und machte diese zu einer mächtigen Organisation.

### Bekehrung zum Trotzkismus
1928 las Cannon eine Kritik der Richtung der Kommunistischen Internationale (Komintern) von Leo Trotzki, die irrtümlicherweise von der Komintern verbreitet wurde. Trotzkis Argumente überzeugten ihn und er unternahm den Versuche eine Linke Opposition innerhalb der Kommunistischen Partei aufzubauen. Dies führte zu seinem Ausschluss aus der Partei. Daraufhin gründete er mit Max Shachtman und Martin Abern die Communist League of America (Kommunistischer Bund Amerikas) und war Mitherausgeber der Zeitung „The Militant“ (Der Aktivist). Sie erklärten sich selbst als externe Fraktion der Arbeiter(kommunistischen) Partei.
Überschattet vom Zusammenbrechen der Komintern im Angesicht von Nazi-Deutschland kamen sie mit Trotzki zu dem Entschluss, dass die Komintern nicht mehr reformiert werden kann und sie nahmen den Kampf für den Aufbau einer neuen Internationale in Angriff, die Vierte Internationale.
Dies führte dazu, dass sich Cannon und seine Organisation, der Communist League of America, mit Abraham J. Mustes American Workers Party (Amerikanische Arbeiterpartei) zusammenschloss und später der Socialist Party of America (SPA, Sozialistische Partei Amerikas) als Fraktion beitraten. Innerhalb Cannons Organisation wurde der Beitritt zur Socialist Party kontrovers diskutiert und ein Teil, der gegen den Beitritt war, gründete ihre eigene Partei, die Revolutionary Workers League (Revolutionäre Arbeiterliga), geführt von Hugo Oehler. 1937, nachdem Cannons Fraktion eine hohe Zahl an Mitgliedern von der Jugendorganisation der SPA, die Young People's Socialist League, kadern konnten, verließen sie daraufhin die Partei und formierten die Socialist Workers Party (SWP, Sozialistische Arbeiterpartei), in der Cannon die Führung als erster Sekretär aufnahm.
Cannon war auch eine führende Figur in der internationalen trotzkistischen Bewegung und er besuchte 1938 Großbritannien mit der Intention, die zerstrittenen trotzkistischen Gruppierungen zu vereinigen. Das Ergebnis war eine notdürftig zusammengeflickte Vereinigung, die Revolutionary Socialist League (Revolutionäre Sozialistische Liga), welche schon sehr schnell wieder zerfiel.

### Während des Zweiten Weltkriegs
Im Jahre 1940 verließ Cannons Mitstreiter Max Shachtman mit einer knappen Hälfte der Mitglieder die SWP, um die Workers Party (Arbeiterpartei) zu formieren. Eines der Hauptfragen einer vorhergehenden Kontroverse war die politische Einstellung zu Sowjet-Russland. Eine andere Krise erlebte die SWP während des Zweiten Weltkrieges, als Cannon und andere Mitglieder, aufgrund des Smith Act, verhaftet wurden. Selbst im Gefängnis war der Einfluss Cannons auf die SWP ungebrochen und er änderte sogar die gesamte Parteilinie nach dem Warschauer Aufstand.

### Nach dem Krieg
Nach dem Krieg nahm er die Führung der SWP wieder auf, doch sein Einfluss nahm ab, als er 1953 den Posten des Nationalen Sekretärs aufgab und sich Mitte der 1950er Jahre in Kalifornien zur Ruhe setzte. In den aufkommenden Spaltungen innerhalb der SWP und der Vierten Internationale, die sich im Jahre 1952 entwickelten, war er involviert. Er nahm jedoch später keine Partei für die verschiedenen fraktionellen Auseinandersetzung zwischen 1963 und 1965 ein, außer um die Gruppenbildung unter seiner einstigen Anhängerschaft in dem Dokument „Do not Strangle The Party“ (Erwürgt nicht die Partei) anzuprangern. Er starb 1974 im Ruhestand.
Er war ein aktiver revolutionärer Journalist, viele seiner Artikel wurden in einer Reihe von Büchern gesammelt. Die bekanntesten davon war Notebook of an Agitator und The Struggle for a Proletarian Party (nur Letzteres wurde ins Deutsche übersetzt).

## Werke
- The Struggle for a Proletarian Party (Pathfinder Press, 1972) ISBN 978-0-87348-260-8
- The Founding of the Socialist Workers Party: Minutes and Resolutions 1938–39 (Pathfinder Press, 1982) ISBN 978-0-87348-837-2
- History of American Trotskyism 1928–1938. Report of a Participant (Pathfinder Press, 2002) ISBN 978-0-87348-954-6
- Socialism On Trial. Testimony at Minneapolis Sedition Trial (Pathfinder Press, 2014) ISBN 978-1-60488-064-9